# Робочий об'єм

Повний цикл чотирициліндрового чотиритактного двигуна. Ударний об'єм позначено помаранчевим кольором

Робочий об'єм — один з найважливіших конструктивних параметрів (характеристик) двигуна внутрішнього згоряння, гідромашин тощо.

## Робочий об'єм двигуна внутрішнього згоряння
Робочий об'єм двигуна (літраж двигуна) складається з робочих об'ємів усіх циліндрів. Тобто, це величина робочого об'єму одного циліндра помножена на кількість циліндрів.
Робочий об'єм циліндра двигуна внутрішнього згорання — це простір, який звільняє поршень при переміщенні з верхньої мертвої точки до нижньої мертвої точки.

## Робочий об'єм гідромашин
Робочий об'єм гідромашин характеризується зміною об'єму робочих камер протягом одного циклу роботи гідромашини (наприклад, за один оберт валу). Робочий об'єм — це сумарна різниця найбільшого і найменшого значень об'єму робочих камер гідромашини за один оберт або подвійний хід робочого органу.
Подача насоса або витрата гідродвигуна пов'язана з робочим об'ємом таким співвідношенням (без урахування витоків):
{\displaystyle Q_{H}=q_{0}nk},
де:
{\displaystyle Q_{H}} — номінальна подача насоса (для гідродвигуна — номінальна витрата робочої рідини),
{\displaystyle q_{0}} — робочий об'єм гідромашини;
{\displaystyle n} — кількість циклів роботи гідромашини за одиницю часу (наприклад, частота обертання валу);
{\displaystyle k} — кратність роботи гідромашини, тобто кількість циклів нагнітання і всмоктування за один оберт валу.
Залежно від методики та мети визначення робочого об'єму гідромашини, розглядають такі його різновиди:
- теоретичний робочий об'єм насоса (мотора) — об'єм робочої рідини, яка нагнітається (поглинається) за один оберт вхідного (вихідного) вала чи подвійний хід робочої ланки за встановленого мінімального робочого тиску, обчислений з двох вимірювань для різних швидкостей обертання вала;
- номінальний робочий об'єм насоса (мотора) — робочий об'єм об'ємного насоса (гідромотора, пневмомотора), округлений до найближчого значення з установленого ряду;
- геометричний робочий об'єм насоса (мотора) — робочий об'єм, обчислений без урахування допусків, зазорів і деформацій.